# Chalais
Chalais é uma comuna da Suíça, no Cantão Valais, com cerca de 2.904 habitantes. Estende-se por uma área de 24,5 km², de densidade populacional de 119 hab/km². Confina com as seguintes comunas: Chandolin, Chippis, Grône, Saint-Jean, Saint-Luc, Sierre. 
A língua oficial nesta comuna é o Francês.